# Bürgés György
Bürgés György (Makó, 1940. március 3. –) magyar mezőgazdasági mérnök, növényvédelmi szakmérnök, mérnök-tanár. A mezőgazdasági tudományok kandidátusa (1982).
Kutatási területe a mezőgazdasági állattan, a rovarökológia, a rovarfiziológia és a vízi dísznövények védelme.

## Életpályája
1962-ben mezőgazdasági mérnökként végzett Keszthelyen. 1962–1965 között a Zala Megyei Növényvédő Állomáson dolgozott. 1963-ban Gödöllőn növényvédelmi szakmérnök lett. 1965-ben, Budapesten mérnök-tanár képesítést szerzett. 1965–1966 között a kalocsai Mezőgazdasági Szakközépiskola oktatója volt. 1968-tól a keszthelyi Pannon Egyetem Georgikon Mezőgazdaságtudományi Kar oktatója.
1970-től a MTA-VEAB Növényvédelmi Munkabizottság tagja, titkára, majd elnöke. 1970-től a Magyar Rovartani Társaság tagja. 1972-ben egyetemi doktor lett.
1980-tól a Magyar Biológiai Társaság Ökológiai Szakosztályának, valamint a Magyar Agrártudományi Egyetem Növényvédelmi Társaságának tagja. 1982-ben kandidátusi fokozatot szerzett. 1982-től a Magyar Tudományos Akadémia Köztestületi tagja. 1985–1992 között a Pannon Agrártudományi Egyetem Doktori Bizottság titkára volt.
1995-ben habilitált. 1996-tól a Hévízgyógyfürdő és Szent András Reumakórház Kht. és jogelődje tagja. 1996-tól a Magyar Tudományos Akadémia Pécsi Akadémiai Bizottság (MTA-PAB) Növényorvosi Munkabizottság tagja. 1996-tól az FVM szaktanácsadója.
2003-ban lett a Magyar Tudományos Akadémia doktora. 2006-tól a Magyar Földrajzi Társaság tagja.

## Művei
- Ökológia: FEJEZETEK A NÖVÉNYVÉDELMI ROVARTAN ÖKOLÓGIAI ALAPJAI CÍMŰ TÁRGYKÖRBŐL (társszerző, 1977)
- Növényvédelmi állattan III.: Zöldségfélék, dísznövények, erdészeti kultúrák, raktározott termények kartevői (társszerző, 1985)
- Növényvédelmi állattan (társszerző, 1990)
- Növényvédelem II. (társszerző, 1994)
- Balatonszentgyörgyi Életképek a XX. századból (társszerző, 2017)
- Simon József élete, naplója és festményei (társszerző, 2018)

## Díjai, kitüntetései
- MÉM Szakoktatási Főosztály "Kiváló dolgozó" (1973)
- "Ramiss Lajos-vándorserleg" (1975, 1979, 1983)
- Magyar Agrátudományi Egyetem (MAE) Növényvédelmi Társaság "Aranykoszorús jelvény" (1987, 1997)
- az "Egyetem kiváló dolgozója" (1997)
- a Magyar Felsőoktatásért Emlékplakett (2002)
- Életfa Emlékplakett bronz fokozata (2011)[3]